# Bernardo, Príncipe de Saxe-Meiningen
Bernardo, Príncipe de Saxe-Meiningen (em alemão:  Bernhard, Prinz von Sachsen-Meiningen; 30 de Junho de 1901 – 4 de Outubro de 1984) foi o chefe da Casa de Saxe-Meiningen desde 1946 até à sua morte.

## Príncipe de Saxe-Meiningen
Bernardo nasceu em Colónia, sendo o terceiro filho do príncipe Frederico João de Saxe-Meiningen e da sua esposa, a condessa Adelaide de Lippe-Biesterfeld. O seu pai era o segundo filho de Jorge II, Duque de Saxe-Meiningen e a sua mãe era filha do conde Ernesto de Lippe-Biesterfeld.
Após a morte do seu irmão mais velho, o príncipe Jorge em 1946, o seu sobrinho, o príncipe Frederico Alfredo renunciou aos seus direitos de sucessão e, assim, Bernardo sucedeu ao irmão como chefe da Casa de Saxe-Meiningen, recebendo o título honorário de Saxe-Meiningen (como Bernardo IV).
Uma vez que o seu primeiro casamento foi morganático, foi o seu segundo filho, o príncipe Frederico Konrad sucedeu-o como chefe da casa ducal, após a sua morte em Bad Krozingen.
Juntamente com a sua esposa, Bernardo foi declarado culpado de uma conspiração Nazi contra a Áustria em 1933; foi condenado a seis semanas na prisão e a sua esposa ficou em prisão domiciliária. Após a intervenção de uma enviado alemão, foi libertado da prisão e fugiu para a Itália. Três semanas depois, foi preso quando tentava regressar ao seu castelo em Pitzelstaetten

## Família
Bernardo casou-se morganaticamente com Margot Grössler (1911–1998), a filha de um comerciante de Breslau (actual cidade de Bresláva) em Eichenhof im Riesengebirge a 25 de Abril de 1931. Este casamento terminou em divórcio a 10 de Junho de 1947. Juntos, tiveram dois filhos que não tiveram quaisquer direitos de sucessão:
- Feodora de Saxe-Meiningen (27 de Abril de 1932) casou-se com Burkhard Kippenberg a 6 de Abril de 1967. Têm um filho:
  - Walter Johannes Kippenberg (27 de Janeiro de 1968)
- Frederico Ernesto de Saxe-Meiningen  (21 de Janeiro de 1935–13 de Julho de 2004) casou-se com Ehrengard von Massow a 3 de Março de 1962. Casou-se depois com a princesa Beatriz de Saxe-Coburgo-Gota a 12 de Junho de 1977. Tiveram dois filhos e um neto:
  - Maria Alexandra de Saxe-Meiningen (5 de Julho de 1978) casou-se com Benno Beat Christian Wiedmer a 27 de Julho de 2004.
  - Frederico Constantino de Saxe-Meiningen (3 de Junho de 1980) Tem um filho com Sophia Lupus:
    - Miguel de Saxe-Meiningen (nascido em 2015)

Em segundo lugar, Bernardo casou-se em Ziegenberg über Bad Nauheim a 11 de Agosto de 1948 com a baronesa Vera Schäffer von Bernstein (1914–1994). Tiveram três filhos que detêm os direitos de sucessão da casa de Saxe-Meiningen:
- Leonor Adelaide de Saxe-Meiningen (9 de Novembro de 1950) casou-se com Peter Eric Rosden a 22 de Outubro de 1982.
- Frederico Konrad de Saxe-Meiningen (14 de Abril de 1952)
- Almut de Saxe-Meiningen (25 de Setembro de 1959) casou-se com Eberhard von Braunschweig a 16 de Outubro de 1993. Têm dois filhos:
  - Marie Cecilie von Braunschweig (4 de Agosto de 1994)
  - Julius-Alexander von Braunschweig (20 de Outubro de 1996)

## Genealogia
| Bernardo, Príncipe de Saxe-Meiningen | Pai: Frederico João de Saxe-Meiningen | Avô paterno: Jorge II, Duque de Saxe-Meiningen   | Bisavô paterno: Bernardo II, Duque de Saxe-Meiningen        |
| Bernardo, Príncipe de Saxe-Meiningen | Pai: Frederico João de Saxe-Meiningen | Avô paterno: Jorge II, Duque de Saxe-Meiningen   | Bisavó paterna: Maria Frederica de Hesse-Cassel             |
| Bernardo, Príncipe de Saxe-Meiningen | Pai: Frederico João de Saxe-Meiningen | Avó paterna: Feodora de Hohenlohe-Langenburg     | Bisavô paterno: Ernesto I, Príncipe de Hohenlohe-Langenburg |
| Bernardo, Príncipe de Saxe-Meiningen | Pai: Frederico João de Saxe-Meiningen | Avó paterna: Feodora de Hohenlohe-Langenburg     | Bisavó paterna: Feodora de Leiningen                        |
| Bernardo, Príncipe de Saxe-Meiningen | Mãe: Adelaide de Lippe-Biesterfeld    | Avô materno: Ernesto, Conde de Lippe-Biesterfeld | Bisavô materno: Júlio, Conde de Lippe-Biesterfeld           |
| Bernardo, Príncipe de Saxe-Meiningen | Mãe: Adelaide de Lippe-Biesterfeld    | Avô materno: Ernesto, Conde de Lippe-Biesterfeld | Bisavó materna: Adelaide de Castell-Castell                 |
| Bernardo, Príncipe de Saxe-Meiningen | Mãe: Adelaide de Lippe-Biesterfeld    | Avó materna: Karoline von Wartensleben           | Bisavô materno: Leopoldo, Conde de Wartensleben             |
| Bernardo, Príncipe de Saxe-Meiningen | Mãe: Adelaide de Lippe-Biesterfeld    | Avó materna: Karoline von Wartensleben           | Bisavó materna: Mathilde Halbach                            |